# ثيرمين
الثيرمين theremin أو الثيرمينوفون thereminophone أو الثيرمنفوكس termenvox/thereminvox، هي آلة موسيقية على شكل صندوق، تشبه جهاز الراديو. وتنتج الأنغام الموسيقية، عن دائرتين إلكترونيتين، عاليتي التردد، داخل الآلة. يُحدث العازف الأنغام الموسيقية بتحريك يده اليمنى في الهواء، أمام هوائي بارز من الآلة. ويتحكم العازف في الصوت بوساطة مفتاح، وبتحريك يده اليسرى، فوق حلقة معدنية، على آلة الثيرمين. اخترع هذه الآلة العالم الروسي ليف ثيرمين وعزفها لأول مرة أمام الجمهور عام 1920م. وآلة الثيرمين هي أساسًا آلة غريبة ونادرة، ولكنها استخدمت كآلة للعزف المنفرد. ومن بين المؤلفين الموسيقيين لآلة الثيرمين بوسلاف مارتينو وإدجار فاريز.
لعل أبرز ما يميز العزف على آلة الثيرمين فوكس أن العازف يقوم بالعزف عبر الإيماء بيديه في الهواء دون لمس الآلة.